# Joaquín Paredes Colín
Conocido como Joaquín Paredes Colín, hijo de Joaquín Paredes y de Juana Colín. Nació el 16 de marzo de 1860 en la ciudad de Tehuacán, Puebla (esto es controversial ya que algunos afirman que nació en Ajalpan, Puebla). Fundó una de las primeras escuelas en Ajalpan. La biblioteca municipal de Tehuacán lleva su nombre desde el 31 de diciembre de 1898, y el 25 de septiembre de 1928 una sesión del Cabildo le impone su nombre. Fue presidente municipal de la capital del estado; diputado e historiador; publicó dos libros que han sido únicos y que describen a Tehuacán, sus regiones, y poblaciones, así como sus costumbres, etnias e indumentarias: Apuntes históricos de Tehuacán publicado en 1910 y El distrito de Tehuacán publicado en 1921. En 1953 realizó la reproducción textual y puntual de la compra del título de Ciudad de Indios de Tehuacán.
Murió en Tehuacán, el 5 de septiembre de 1928.